# Јован Јоргован
Јован Јоргован (рум. Iovan Iorgovan) је лик из румунске митологије, на неки начин сличан Херкулу. Легенда је везана за Црну долину (рум. Valea Cernei) на Карпатима, у југозападној Трансилванији. Према легенди, Јован је назван "fiu de Ramlean", што се преводи као „син Рима“.
По легенди, Јован Јоргован живи у планинској пећини. Он је познати одметник и вешт ловац, који је вероватно живео у другој половини XVII века. И данас у Румунији постоје пећине за које се верује да се у њима крио Јован.
У књизи „Јоргован - мит, легенда, балада", сакупљене су 43 верзије популарних балада посвећених митском хероју који се звао као пролеће цвет ("јоргован"). Аутори дају коментар о симболима овог јединствене народне творевине: шума - симбол имагинарног света, девојке - симбол латинског рода, спавање - симбол заборава, губитак идентитета, кукавица - симбол равнодушности, змија - симбол репресије итд.

## Референца
1. ↑   Архивирано на веб-сајту  (27. март 2010), Приступљено 4. 5. 2013.